# Cypripedium macranthos
Cypripedium macranthos är en orkidéart som beskrevs av Olof Swartz. Cypripedium macranthos ingår i släktet guckuskor, och familjen orkidéer. Inga underarter finns listade i Catalogue of Life.

## Bildgalleri

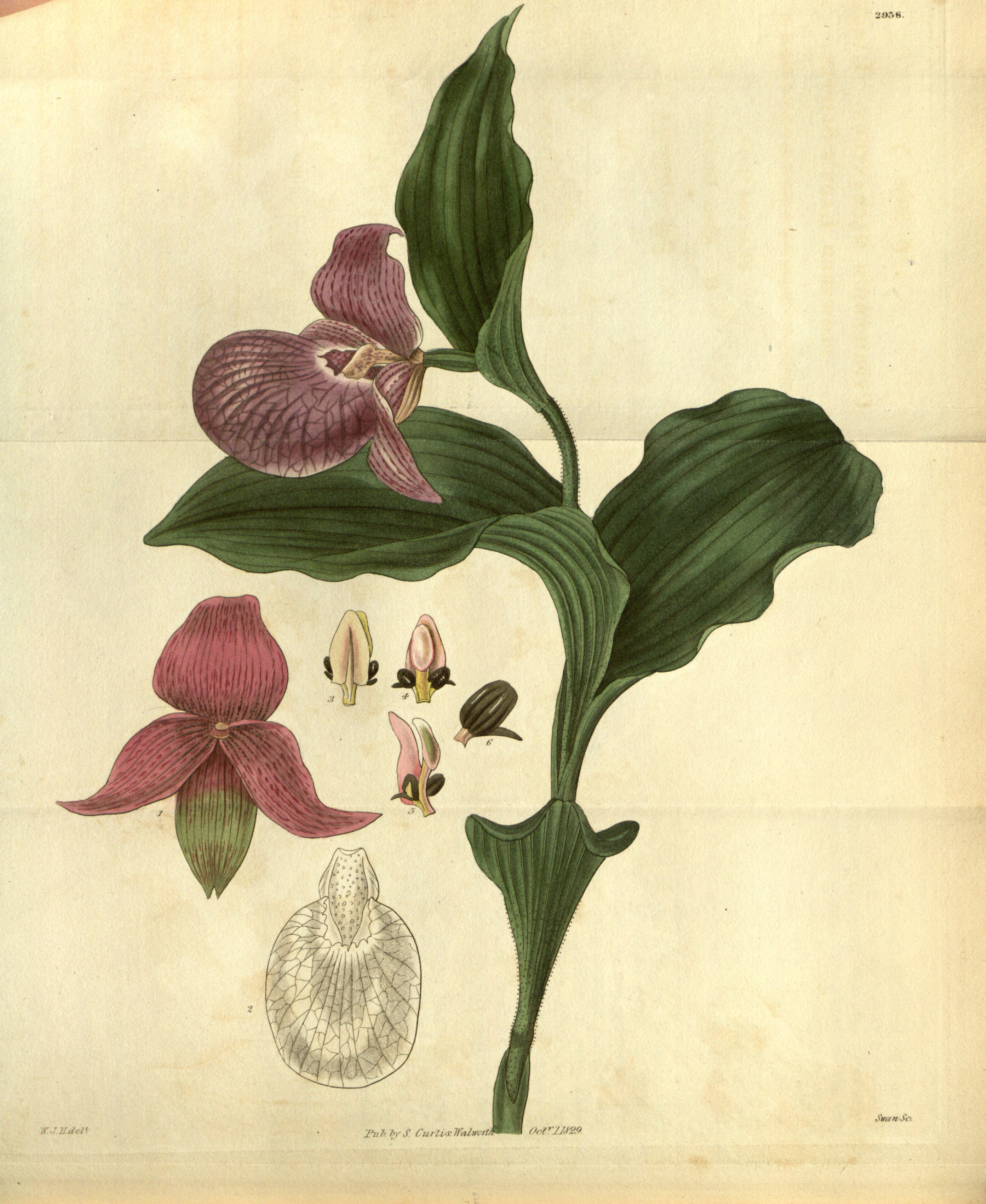
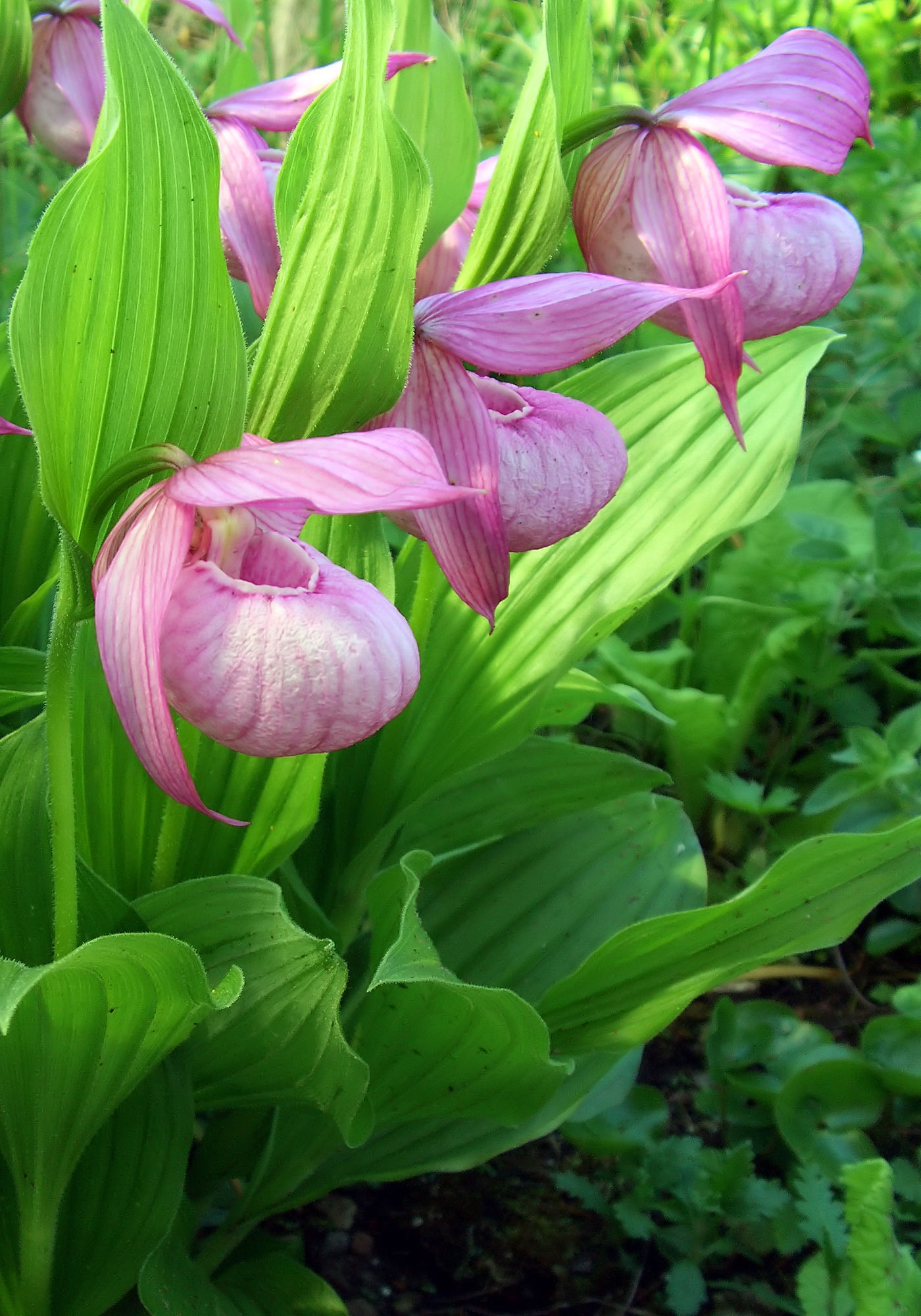
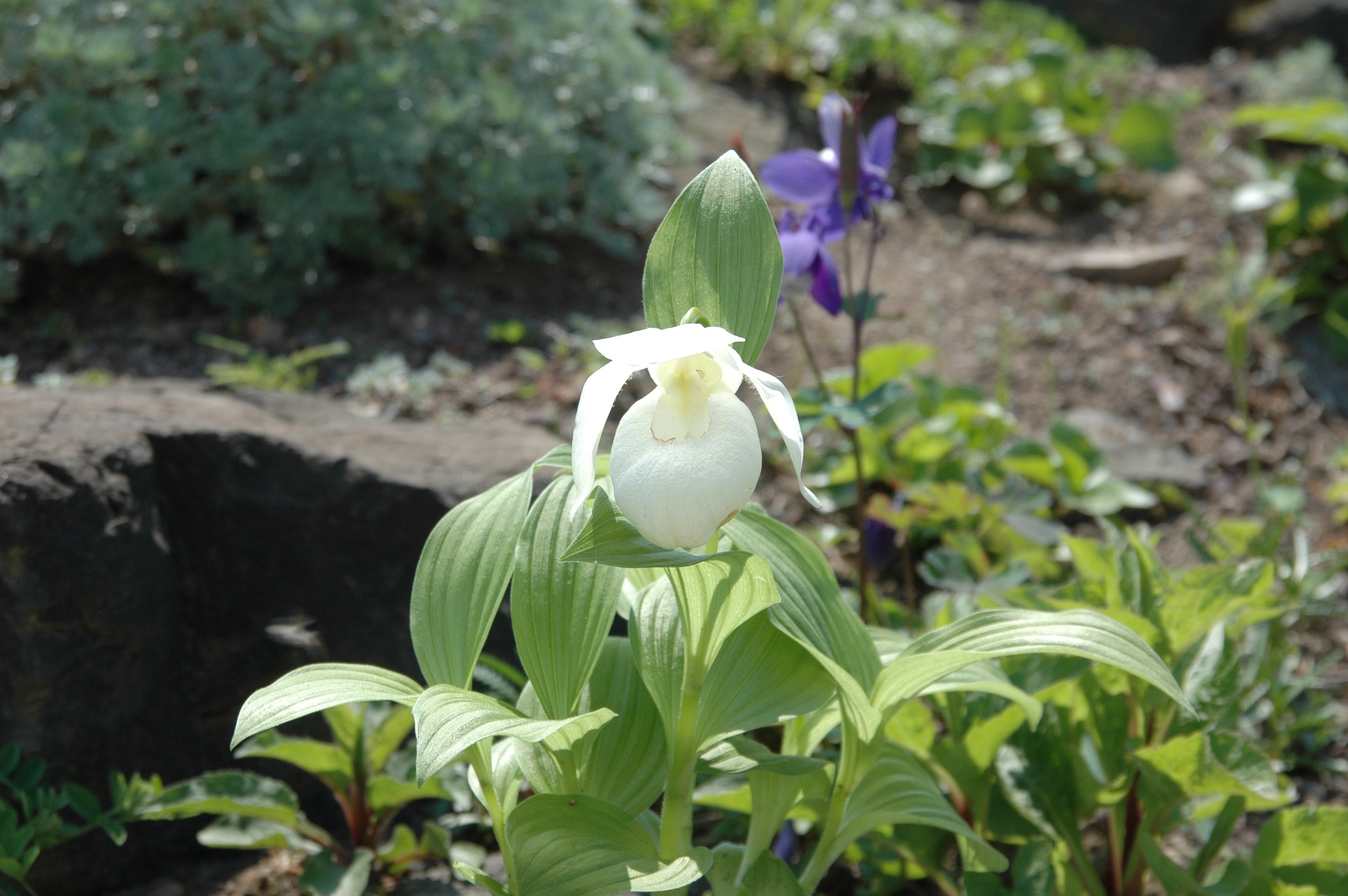
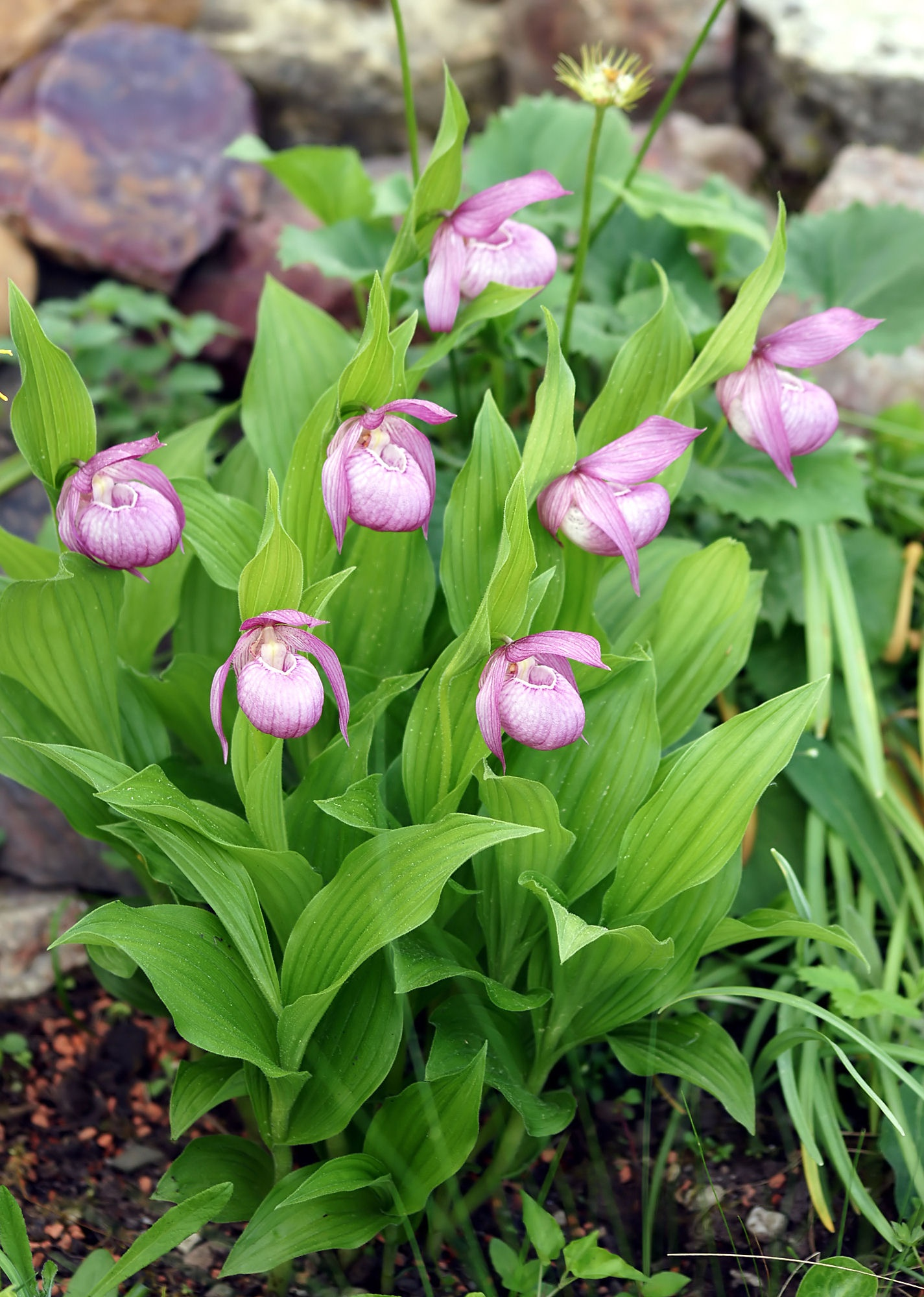
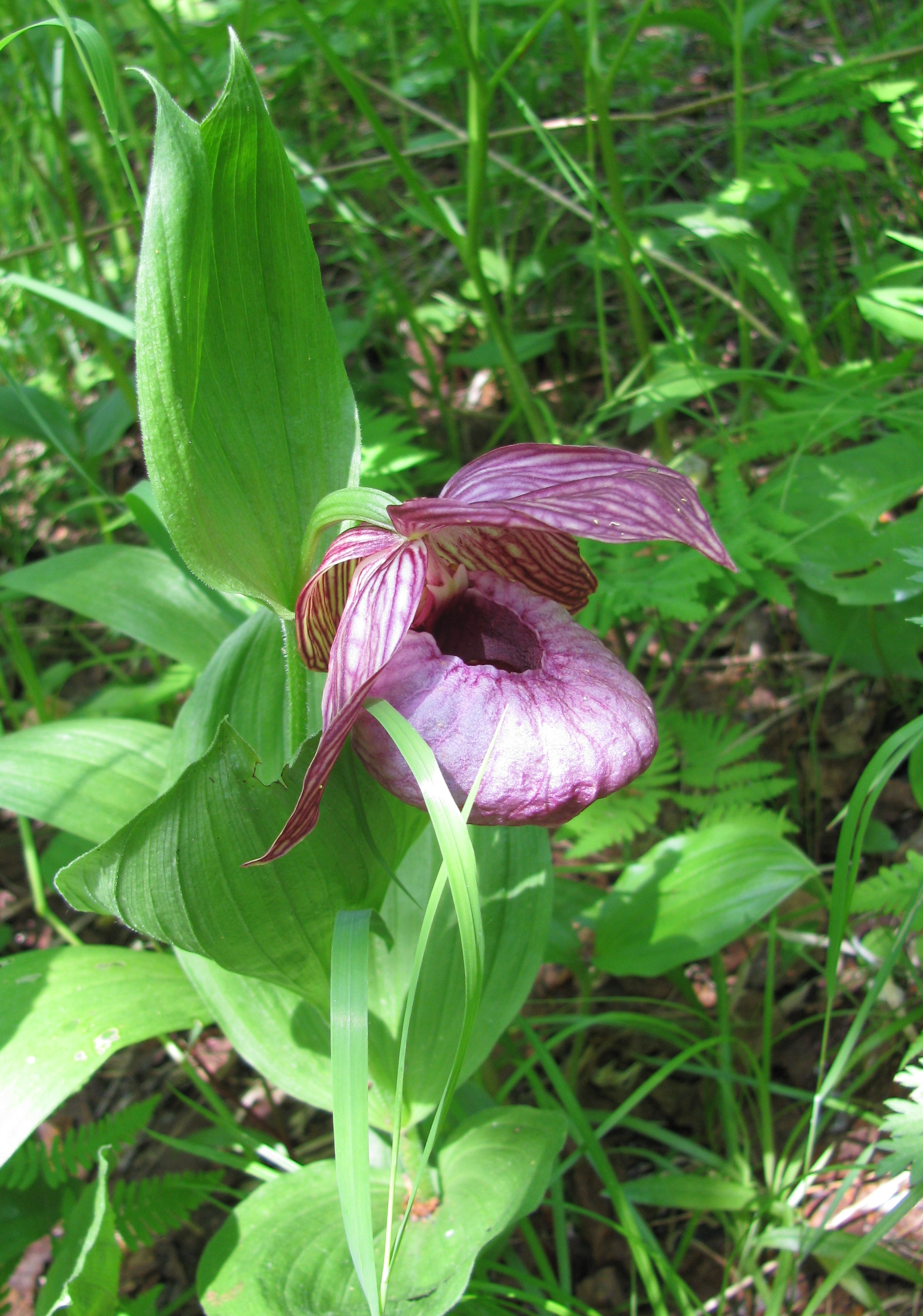
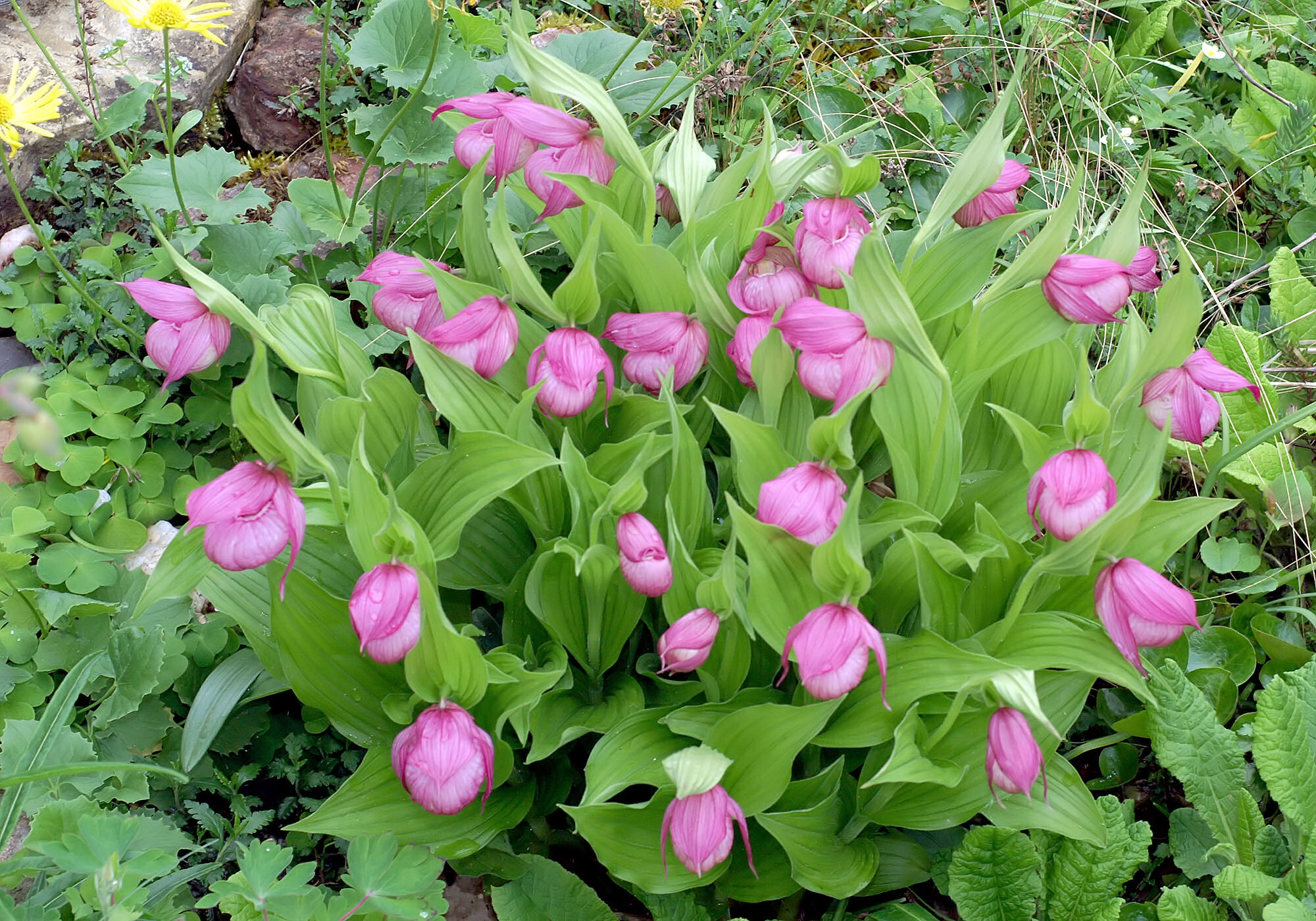